# Hajime Isogai
Hajime Isogai (磯貝一 Isogai Hajime; Nobeoka, 26 ottobre 1871 – 19 aprile 1947) è stato un judoka giapponese.

## Biografia
Isogai è nato a Nobeoka, nella prefettura di Miyazaki, il 26 ottobre 1871 ed era il figlio maggiore di Tsunehisa Isogai, Hanshi (lett. "insegnante degli insegnanti") dello stile Sekiguchi-ryū di Jujutsu.
Nel 1891 si trasferisce a Tokyo e si unisce al Kōdōkan, il QG del Judo, dove studia direttamente sotto Jigorō Kanō, l'inventore della disciplina. Nel 1893 divenne insegnante di Judo nel terzo liceo di Kyoto e nel 1899 fu nominato professore nell'organizzazione di arti marziali Dai Nippon Butoku Kai.
Isogai è stato promosso al decimo dan, il grado più alto del Judo, il 22 dicembre 1937: all'epoca è stato la seconda persona ad aver ottenuto questo grado e la prima persona vivente ad essere presentato con esso.
È considerato uno dei maggiori esperti nel ne-waza, la lotta a terra, ed è altresì ritenuto l'inventore della proiezione nota come hane goshi.